# Spay (Sarthe)
Spay ist eine französische Gemeinde mit 2821 Einwohnern (Stand 1. Januar 2022) im Département Sarthe in der Region Pays de la Loire, südwestlich von Le Mans und am Ufer der Sarthe gelegen.
Sehenswürdigkeiten von Spay sind eine Kirche aus dem 12. Jahrhundert und ein nahegelegener Tierpark, der Spaycific'zoo, mit einer zwölf Meter hohen und 2500 m² großen Volière.
Seit 1983 besteht eine Gemeindepartnerschaft mit der in der Verbandsgemeinde Rhens im rheinland-pfälzischen Landkreis Mayen-Koblenz gelegenen Ortsgemeinde Spay.

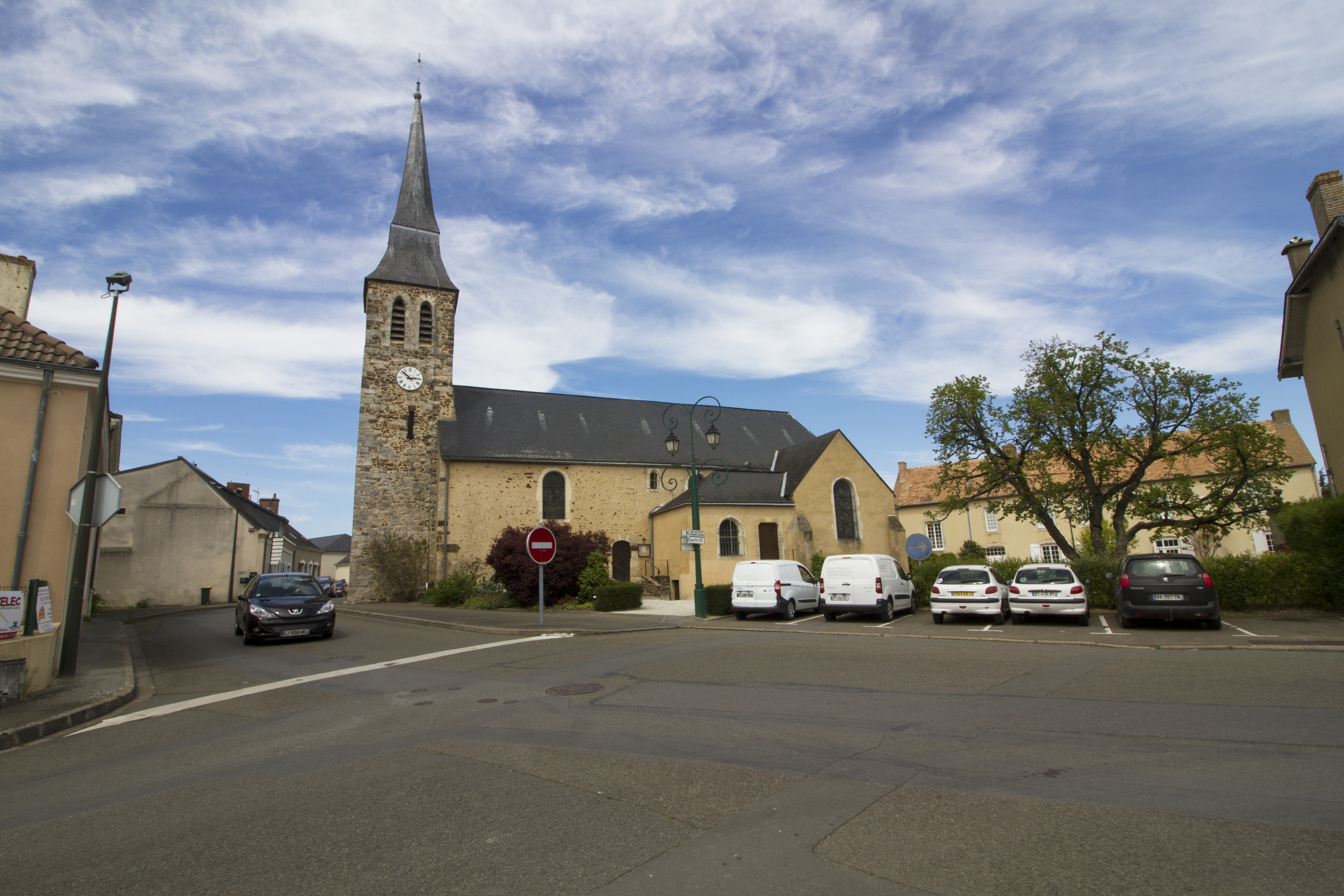
Kirche Sainte-Anne in Spay